# Buellia oidaliella
Buellia oidaliella är en lavart som beskrevs av A. Nordin. Buellia oidaliella ingår i släktet Buellia och familjen Physciaceae.   Inga underarter finns listade i Catalogue of Life.